# Formación del espíritu nacional
Formación del espíritu nacional, de sigles FEN, era el nom d'una assignatura obligatòria al batxillerat espanyol durant el franquisme. El seu propòsit era explícit des del seu mateix nom: l'adquisició dels valors que s'identificaven amb el concepte nacionalista d'Espanya propi del Moviment Nacional. Va desaparèixer dels plans d'estudis en el franquisme final amb la Llei General d'Educació de 1970 que va implantar l'EGB i el BUP, que es va aplicar als nascuts el 1961. Era una de les popularment conegudes com a las tres marías (Religió, Gimnàstica i FEN), que se suposaven més fàcils d'aprovar que les altres, doncs es valorava més l'actitud que els coneixements.

## Universitat
A la universitat va existir des de 1944 una assignatura semblant denominada Formació política, obligatòria per als tres cursos de totes les carreres universitàries.

## Assignatures de contingut i valors oposats
Durant la transició es va impartir breument una assignatura denominada Convivència en democràcia, que desenvolupava continguts de ciència política, destinada als alumnes del curs final de l'etapa obligatòria (8è d'EGB 13-14 anys). Posteriorment, el 1979 es va afegir a l'assignatura Historia d'Espanya de 3r de BUP continguts sobre la Constitució espanyola de 1978.
La reforma educativa de la LOGSE (1990) va introduir el concepte d'ensenyaments transversals (educació per a la salut, educació viària, respecte al medi ambient, educació no sexista, tolerància i respecte a les diferències de tota classe, etc.), que havien de conformar l'educació en valors des de totes les assignatures del currículum, sense ser en si mateixes assignatures avaluables.
El 2007 es va establir l'assignatura Educació per a la Ciutadania en un curs d'Educació Primària, i en un altre d'Educació Secundària Obligatòria (ESO).